# Конышёвка (станция)
Конышевка — железнодорожная станция Московской железной дороги на линии Орел-Льгов. Расположена в одноименном рабочем поселке Курской области. 

## История
Станция образована при строительстве Льговско — Брянской железной дороги, причём здание вокзала построили в 1893 году — на год раньше железной дороги. Работать станция начала  в 1897 году. К концу XIX века при станции вырос небольшой пристанционный посёлок. Решением райисполкома № 715 от 17 декабря 1968 года № 715 село Конышевка и посёлок станции Конышевка объединены в рабочий поселок Конышевка.

## Движение поездов

### Пригородные поезда
Пригородное сообщение осуществляется по направлениям:
- Орел-Льгов
- Комаричи-Льгов
- Курск-Михайловский рудник (отменён)

### Поезда дальнего следования
- Москва-Курск